# Karbuschgraben
Der Karbuschgraben ist ein Meliorationsgraben auf der Gemarkung der Gemeinde Groß Köris im Landkreis Dahme-Spreewald in Brandenburg.

## Geschichte
Im Schmettauschen Kartenwerk ist das Bauwerk als Entwässerungsgraben des Großen Karbuschsees bereits verzeichnet. Im Jahr 2020 stellte das Ministerium für Landwirtschaft, Umwelt und Klimaschutz des Landes Brandenburg (MLUK) fest, dass der Graben nur noch bei sehr hohen Wasserständen in den Diecksee entwässert. Bei einer Begehung war unklar, ob überhaupt noch eine Verbindung zwischen dem See und dem Graben besteht. Das MLUK hält dies jedoch für unschädlich, da eine Entwässerung der Wasserqualität des Großen Karbuschsees abträglich sei.

## Verlauf
Der Graben beginnt am südöstlichen Ufer des Großen Karbuschsees und unterquert dort die Pätzer Straße. Er verläuft rund 530 Meter in südöstlicher Richtung und durchläuft anschließend den Diecksee. An dessen Südufer tritt er wieder aus, unterquert den Wilhelminenhofer Weg am gleichnamigen Groß Köriser Wohnplatz Wilhelminenhofer Weg und entwässert nach rund 1,1 km in den Kleinen Moddersee.